# Ambroise millionnaire
Ne doit pas être confondu avec A Modern Enoch Arden.
Pour plus de détails, voir Fiche technique et Distribution.
Ambroise millionnaire (titre original : A Modern Enoch Arden) est un court métrage muet américain réalisé par Clarence G. Badger et Charles Avery,  sorti en 1916.

## Fiche technique
- Titre original : A Modern Enoch Arden
- Réalisation : Clarence G. Badger et Charles Avery
- Chef opérateur : R. Dale Armstrong
- Production : Keystone Film Company
- Distribution : Triangle Distributing
- Genre : Comédie
- Durée : 40 minutes
- Dates de sortie :
  - États-Unis : 16 janvier 1916
  - France : 7 mars 1919

## Distribution
- Joe Jackson : le mari paresseux
- Viva Edwards : la femme
- Betty Marsh : le bébé
- Mack Swain : Ambroise, l'avocat
- Dora Rogers : la secrétaire vampire d'Ambroise
- Hank Mann : le rival d'Ambroise
- Josef Swickard : l'homme avec la lettre
- Tom Kennedy : le capitaine du bateau
- Grover Ligon : le majordome